# Martin Preineder

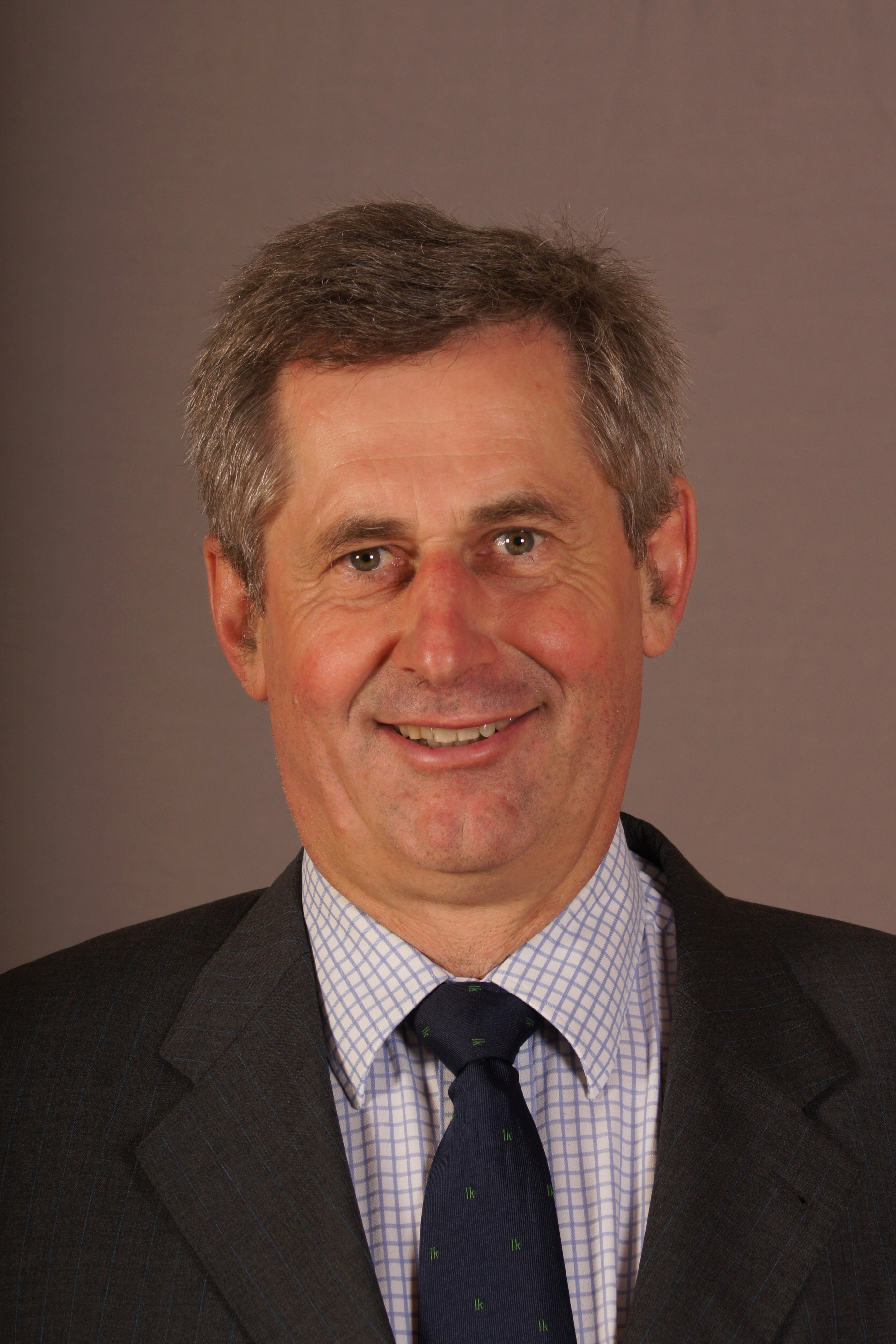
Martin Preineder 2013

Martin Preineder (* 1. Mai 1962 in Wiener Neustadt) ist ein österreichischer Landwirt und Politiker (ÖVP).

## Ausbildung und Beruf
Martin Preineder besuchte von 1968 bis 1976 die Volks- und Hauptschule in Lanzenkirchen und anschließend die landwirtschaftliche Fachschule in Gumpoldskirchen. Er legte die landwirtschaftliche Facharbeiter- und Meisterprüfung ab und ist seit 1986 selbständiger Landwirt. Seinen 38-Hektar-Betrieb bewirtschaftet er seit 1996 nach den Richtlinien der biologisch-organischen Landwirtschaft. Seit 2009 ist Preineder Pferdewirtschaftsfacharbeiter.

## Politische Funktionen
Martin Preineder war von 1986 bis 1989 Obmann der Niederösterreichischen Landjugend und von 1988 bis 1990 Obmann der Österreichischen Landjugend. Von 1991 bis 1993 war er Vorsitzender der Österreichischen Jungbauernschaft. Seit 1990 ist er Mitglied des NÖ-Bauernbundvorstandes. Von 1993 bis 2007 fungierte er als Gemeinderat in seiner Heimatgemeinde Lanzenkirchen und Obmann des Kontrollausschusses. Von 2002 bis 2007 war er Vorsitzender des Energieausschusses der Landwirtschaftskammer Österreich, danach von 2007 bis 2009 Vorsitzender des Ausschusses für Biologische Landwirtschaft der Landwirtschaftskammer Österreich.
Am 17. Dezember 2002 wurde er als Bundesrat angelobt. Von 2003 bis 2006 war er Abgeordneter zum Österreichischen Nationalrat. Er vertrat die Bezirke Wiener Neustadt und Neunkirchen. Seine Tätigkeitsschwerpunkte waren die Bereiche Land- und Forstwirtschaft, erneuerbare Energie und Zukunft des ländlichen Raumes. Im Parlament war er in folgenden Ausschüssen tätig: Wissenschaft und Forschung, Bautenausschuss, Verkehrsausschuss.
Von 2004 bis 2015 war er Obmann der ÖVP-Bezirkspartei Wr. Neustadt Land, die 22 Gemeinden rund um Wiener Neustadt umfasst. Er ist Vorsitzender der Plattform „Natur zum Leben“, die sich für die Interessen von 1,2 Millionen Menschen, die von der Bewirtschaftung ländlicher Gebiete leben, einsetzt. Von 13. September 2005 bis 2012 war er Obmann des Ländlichen Fortbildungsinstitutes (LFI) Niederösterreich, dem Bildungs- und Beratungsunternehmen der Landwirtschaftskammer für den ländlichen Raum. Seit 2003 leitet er die Regionalinitiative "Sooo gut schmeckt die Bucklige Welt".
Ab 2006 war er wieder Mitglied des Bundesrates. Im zweiten Halbjahr 2010 war er Präsident des Bundesrates. Nach der Landtagswahl in Niederösterreich 2023 schied er aus dem Bundesrat aus.

## Auszeichnungen
- 2014: Großes Silbernes Ehrenzeichen mit dem Stern für Verdienste um die Republik Österreich
- 2023: Silbernes Komturkreuz des Ehrenzeichens für Verdienste um das Bundesland Niederösterreich[2]